# Esfondrament de l'edifici Rana Plaza
L'esfondrament de l'edifici Rana Plaza es va produir el 24 d'abril de 2013 quan el bloc de vuit plantes es va ensorrar a Savar, un districte de Dacca, la capital de Bangladesh. Hi van morir 1.135 persones i altres 2.500 van resultar ferides. L'edifici, que contenia fàbriques de roba, un banc i diverses botigues, es va esfondrar durant l'hora punta del matí després que les autoritats ignoressin les recomanacions de desallotjar l'edifici després d'haver-s'hi descobert esquerdes el dia abans. Pocs dies després de l'esfondrament, 20.000 treballadors de fàbriques properes es van manifestar en protesta i van ser brutalment reprimits per la policia.

## Cronologia dels fets

### Antecedents
L'edifici, conegut com Rana Plaza, era propietat de Sohel Rana, un dels dirigents del partit del govern Lliga Awami, i allotjava quatre fàbriques de roba a destall que ocupaven unes 5.000 persones. Era també la seu d'un gran nombre de botigues i d'un banc. Les fàbriques produïen peces de vestir per a marques com Adler Modemärkte, Auchan, Ascena Retail, Benetton, Bonmarché, Carrefour, Camaïeu, C&A, Cato Fashions, Cropp (LPP), Grabalok, Gueldenpfennig, H&M, Inditex(Zara, Bershka, Pull and Bear, Oysho, Stradivarius), Joe Fresh, Kik, Loblaws, Mango, Manifattura Corona, Mascot, Matalan, NKD, Premier Clothing, Primark, Sons and Daughters (Kids for Fashion), Texman (PVT), The Children’s Place (TCP), Walmart, YesZee, Benetton, DressBarn, Mango, Monsoon, així com per a empreses de distribució com El Corte Inglés.

### Problemes estructurals
Tot i que s'havia demanat el desallotjament de l'edifici després de descobrir esquerdes importants el 23 d'abril de 2013, els directors de les fàbriques van exigir als treballadors de la confecció que tornessin a la feina l'endemà o se'ls descomptaria el salari de tot el mes, afirmant que l'edifici era segur. Alguns treballadors van corroborar que les esquerdes eren molt greus, tan que van ser notícia en diversos canals de televisió local. L'edifici es va ensorrar al voltant de les 09:00 h, restant només la planta baixa intacta. Un bomber va indicar que a l'edifici podria haver-hi al voltant de 2.000 persones quan es va produir el col·lapse i un dels supervivents va declarar que podrien haver-hi fins a 5.000 treballadors. Un resident de l'edifici va descriure l'escena com si «es tractés d'un terratrèmol».

### Víctimes

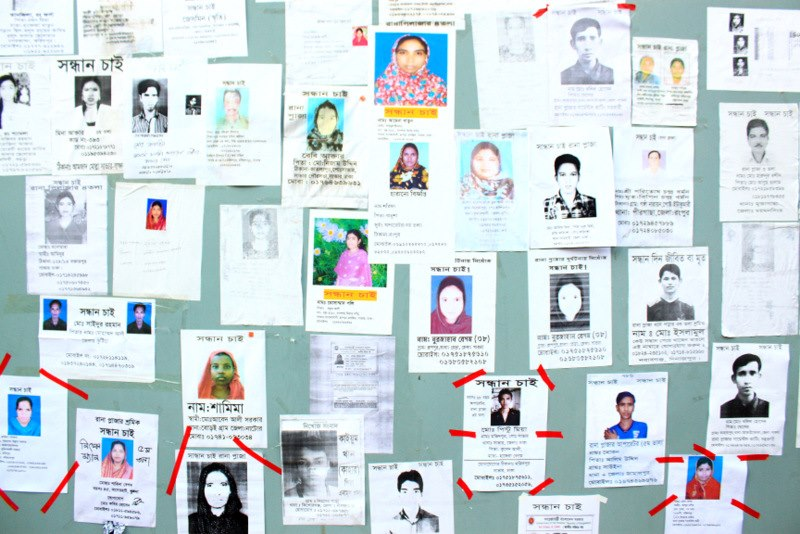
Fotografies de persones desaparegudes en l'accident

Un dels llocs web de la fàbrica de roba informà que més de la meitat de les víctimes van ser dones, juntament amb els seus fills, que es trobaven a les instal·lacions dins de l'edifici.

## Pobresa a Bangladesh
Per a l'economista Vicenç Navarro, el problema principal de Bangladesh -segons les estadístiques internacionals al país més pobre del món juntament amb Haití- no és la manca de recursos, sinó el control que s'exerceix sobre aquests recursos. Navarro assenyala que Bangladesh no pot considerar-se un país pobre encara que la immensa majoria dels seus habitants ho sigui. El problema de fons és que l'oligarquia terratinent -el 16% dels propietaris controlen el 60% de la terra-, produeix aliments que s'exporten als països desenvolupats consolidant un model agrícola que provoca la depauperació de la població, la qual acaba emigrant del medi rural a les ciutats on és explotada en les diferents manufactures i indústries tèxtils en condicions econòmiques, laborals i de seguretat miserables. A més, el poder polític respon únicament als interessos dels terratinents rurals i els empresaris urbans, els quals produeixen segons les demandes exteriors sense atendre les necessitats de la població local.
La tragèdia del Rana Plaza, situat a 29 quilòmetres del centre de Dacca, és un més de la llista d'accidents que es produeixen periòdicament a Bangladesh. Des de 2005 havien mort més de set-cents treballadors a causa d'incendis en fàbriques en què les portes romanen tancades durant les jornades laborals i no hi ha extintors. El darrer incendi s'havia produït a la fàbrica tèxtil Tazreen Fashion el 24 de novembre del 2012 en què van morir 112 persones.